# Бон-Жезус (Санта-Катарина)
Бон-Жезус (порт. Bom Jesus)  —  муниципалитет в Бразилии, входит в штат Санта-Катарина. Составная часть мезорегиона Запад штата Санта-Катарина. Входит в экономико-статистический  микрорегион Шаншере. Население составляет 2079 человек на 2006 год. Занимает площадь 63,552 км². Плотность населения — 32,7 чел./км².

## История
Город основан 19 июля 1995 года.

## Статистика
- Валовой внутренний продукт на 2003 составляет 26.880.185,00 реалов (данные: Бразильский институт географии и статистики).
- Валовой внутренний продукт на душу населения на 2003 составляет 13.023,35 реалов (данные: Бразильский институт географии и статистики).
- Индекс развития человеческого потенциала на 2000 составляет 0,734 (данные: Программа развития ООН).